# Сеймур (округ Аутагамі, Вісконсин)
Сеймур (англ. Seymour) — місто (англ. town) в США, в окрузі Автаґемі штату Вісконсин. Населення — 1191 особа (2020).

## Демографія
Згідно з переписом 2010 року, у місті мешкали 1193 особи в 438 домогосподарствах у складі 351 родини. Було 458 помешкань
Расовий склад населення:
| - 95,7 % — білих - 2,7 % — корінних американців - 0,5 % — чорних або афроамериканців |

До двох чи більше рас належало 0,8 %. Частка іспаномовних становила 1,3 % від усіх жителів.
За віковим діапазоном населення розподілялося таким чином: 26,0 % — особи молодші 18 років, 60,9 % — особи у віці 18—64 років, 13,1 % — особи у віці 65 років та старші. Медіана віку мешканця становила 42,1 року. На 100 осіб жіночої статі у місті припадало 106,8 чоловіків;  на 100 жінок у віці від 18 років та старших — 107,8 чоловіків також старших 18 років.
Середній дохід на одне домашнє господарство  становив 80 677 доларів США (медіана — 71 818), а середній дохід на одну сім'ю — 89 441 долар (медіана — 78 641). Медіана доходів становила 49 861 долар для чоловіків та 31 976 доларів для жінок. За межею бідності перебувало 6,1 % осіб, у тому числі 6,9 % дітей у віці до 18 років та 4,1 % осіб у віці 65 років та старших.
Цивільне працевлаштоване населення становило 743 особи. Основні галузі зайнятості: виробництво — 21,5 %, освіта, охорона здоров'я та соціальна допомога — 18,6 %, будівництво — 15,7 %.